# Mouvement d'action populaire
Le Mouvement d'action populaire (en anglais : People's Action Movement ; abrégé en PAM) est un parti politique conservateur de Saint-Christophe-et-Niévès. Il est membre de l'Union démocrate caribéenne et associé à l'Union démocrate internationale.